# エイドリアン・レイナード
エイドリアン・レイナード（Adrian Reynard, 1951年3月23日 - ）は、イギリス出身のレーシングカー・デザイナー。2002年初頭に倒産したレーシングカーコンストラクター、レイナードの創設者。

## 経歴

### セイバー設立まで
子どものころからモータースポーツに囲まれた環境で育ったレイナードは、学生の頃はオートバイによる速度記録更新に夢中だった。
オックスフォード工科大学（現在のオックスフォードブルックス大学）に通い、続いてクランフィールド大学に通っていた。
1973年、学生プロジェクトで出題を無視して、ローラのフォーミュラ・フォードのシャーシを改造して出来たF3カーを展示(73F)。
クランフィールド大学での同級生は、パット・シモンズがいた。
幸運にも、ブリティッシュ・レイランドで4年間のHND(Higher National Diploma)サンドイッチコースを受講。半年はカウリーのモリスモーターズ(Morris Motors at Cowley)で、半年は今はオックスフォードブルックスになったオックスフォードポリテクニック(Oxford Polytechnic = Oxford Brookes)で働いていた。
1971年、見習い仲間と、ビスターのロビン・ハード率いるマーチ・エンジニアリングを実習訪問する。そこでは経験豊富なメカニックのビル・ストーンに案内された。後に彼は恩人のひとりとなる。

### セイバー
その2年後、ビル・ストーンと組んで、レイナードはセイバー・オートモーティブを設立し、後のレイナード・グループとなった。
名義貸しで、若い学生社長になった。
レイナードカーは、もともと自分でレース使うために作られたもので、レースではフォーミュラフォード(1600)とフォーミュラフォード2000で成功したが、彼が社長として登記された会社は、他の多くのフォーミュラでも成功を収めた。
レイナードは、キャリアの早い段階でF1でいくつかの人脈を持っていた。
彼は、1976年にルパート・キーガンのためにホークF1カーの設計を依頼されてチーフデザイナーと自称するが、レイナード自身はその時点でモノコックを設計したことが無かった。 
レイナードがこれらの契約を取り付けている間、ビル・ストーンが彼の会社を運営し続けた。会社はマーチ、シェブロン、マロック、その他のレーシングカー会社の下請け業者としての地位を確立した。
1976年まで、彼のパートタイム社長を務めた。

### 社長業に専念
1977年には、ストーンがニュージーランドに戻るということになり、レース活動もやめ、社長業に専念。この時、社名もレイナードの名前が入るものに変更して、補修部品として供給するパーツの部品番号にもレイナードの名前が入るようになった。
その後、事業は順調に進み、テルフォードロードのマーチの近接地に移転先を見つけてローンを組んでファクトリーの拡張をしていった。
(ストーンに関しては、お気に入りのお話が、さらに、3つ、4つはあるのだが、情報入手筋が著しく限定され、レイナード氏の追悼文から知られる知見がそのほとんどだという。)

### RAMマーチ
1980年代に入ると、レイナードの名はマーチ・グランプリチームのチーフエンジニアとして現れるようになる。

### レイナードF1プロジェクト
1990年に起動したレイナードF1プロジェクトは、軌道に乗らず、翌1991年には、会社を破産の危機に瀕していた。レイナードの個人資産の多くを売却しなければなったが、F3000の販売業績は衰えず、会社は反撃し、最後にシングルシャーシフォーミュラになるまでF3000を支配し続けた。
なお、この時用意した新設のファクトリーは、トム・ウォーキンショーのTWRが買収して、ベネトンの資産になり、ロス・ブラウンがファクトリー運用をしたというエンストーン新工場に拠点を置いた。

### レイナードF1
会社を拡大するための過度に野心的な試み（ブリティッシュ・アメリカン・レーシングへの関与の増加）は、当社の財政難につながった、という主な見解だった。

### レイナードグループの崩壊
最近のレイナードのインタビュー記事などでは「北米での成功がF1への道を切り開いた。1997年末から、北米とブラックリーに同時進行で多大な投資ができたのもそのせい。株式公開をしたのが裏目に出た。2001年の事件による景気後退で、用意した北米向けのレースカーの買い手が消えたのが一番の原因」と語っている。

### レイナード倒産以降
2009年、レイナードはアンドレ・ブラウンと提携し、レイナードレーシングカーを公開した。
車両エンジニアリングスキルセット内の特定のエンジニアリングトピックに関するコンサルタントとして活動中。米国インディアナ州インディアナポリスに世界本部を置くARCの会長で、ARC運用はブルース・アシュモアがしている。
2018年のLMP1レースカーの空力開発でジネッタ・カーズをサポートした。